# 千鳥の対決旅
『千鳥の対決旅』（ちどりのたいけつたび）は、2020年11月29日・2021年5月7日・10月10日にフジテレビ系列で放送されていた旅バラエティ番組である。

## 概要
様々な旅先を舞台に千鳥率いる千鳥世代と今をときめく人気芸人による世代（世代名は回によって異なる）が千鳥が考えた様々な対決で真剣勝負を繰り広げるロケバラエティ番組。

## 出演者

### MC
- 千鳥
（大悟・ノブ）

### レギュラー（千鳥世代）
- 秋山竜次（ロバート）
- 山本博（ロバート）- 山本は第二回から参加している。
- かまいたち
（山内健司・濱家隆一）
- 田中卓志（アンガールズ）- 第三回では大忙し世代として参加している。

## 放送リスト・ゲスト
| 回数  | 放送日                   | 放送時間（JST） | ゲスト                                                         | 視聴率 | 備考                               |
| ----- | ------------------------ | --------------- | -------------------------------------------------------------- | ------ | ---------------------------------- |
| 第1回 | 2020年11月29日（日曜日） | 20:00 - 21:54   | 宮下草薙、四千頭身、EXIT、チョコレートプラネット               |        | 『日曜ワンダー!』枠                |
| 第2回 | 2021年5月7日（金曜日）   | 19:00 - 21:58   | EXIT、マヂカルラブリー、見取り図、ニューヨーク、おいでやす小田 |        | 『クセバラWEEK』の一環として放送。 |
| 第3回 | 2021年10月10日（日曜日） | 20:00 - 21:54   | もう中学生、EXIT、マヂカルラブリー、ミルクボーイ               |        | 『日バラ8』枠                      |

※視聴率は関東地区、ビデオリサーチ調べ。

## ネット局
| 放送対象地域   | 放送局                    | 系列                          | ネット状況 |
| -------------- | ------------------------- | ----------------------------- | ---------- |
| 関東広域圏     | フジテレビ（CX）          | フジテレビ系列                | 【制作局】 |
| 北海道         | 北海道文化放送（uhb）     | フジテレビ系列                | 同時ネット |
| 岩手県         | 岩手めんこいテレビ（mit） | フジテレビ系列                | 同時ネット |
| 宮城県         | 仙台放送（OX）            | フジテレビ系列                | 同時ネット |
| 秋田県         | 秋田テレビ（AKT）         | フジテレビ系列                | 同時ネット |
| 山形県         | さくらんぼテレビ（SAY）   | フジテレビ系列                | 同時ネット |
| 福島県         | 福島テレビ（FTV）         | フジテレビ系列                | 同時ネット |
| 新潟県         | NST新潟総合テレビ（NST）  | フジテレビ系列                | 同時ネット |
| 長野県         | 長野放送（NBS）           | フジテレビ系列                | 同時ネット |
| 静岡県         | テレビ静岡（SUT）         | フジテレビ系列                | 同時ネット |
| 中京広域圏     | 東海テレビ（THK）         | フジテレビ系列                | 同時ネット |
| 富山県         | 富山テレビ（BBT）         | フジテレビ系列                | 同時ネット |
| 石川県         | 石川テレビ（ITC）         | フジテレビ系列                | 同時ネット |
| 福井県         | 福井テレビ（FTB）         | フジテレビ系列                | 同時ネット |
| 近畿広域圏     | 関西テレビ（KTV）         | フジテレビ系列                | 同時ネット |
| 岡山県・香川県 | 岡山放送（OHK）           | フジテレビ系列                | 同時ネット |
| 島根県・鳥取県 | さんいん中央テレビ（TSK） | フジテレビ系列                | 同時ネット |
| 広島県         | テレビ新広島（tss）       | フジテレビ系列                | 同時ネット |
| 愛媛県         | テレビ愛媛（EBC）         | フジテレビ系列                | 同時ネット |
| 高知県         | 高知さんさんテレビ（KSS） | フジテレビ系列                | 同時ネット |
| 福岡県         | テレビ西日本（TNC）       | フジテレビ系列                | 同時ネット |
| 佐賀県         | サガテレビ（STS）         | フジテレビ系列                | 同時ネット |
| 長崎県         | テレビ長崎（KTN）         | フジテレビ系列                | 同時ネット |
| 熊本県         | テレビくまもと（TKU）     | フジテレビ系列                | 同時ネット |
| 大分県         | テレビ大分（TOS）         | 日本テレビ系列 フジテレビ系列 | 同時ネット |
| 鹿児島県       | 鹿児島テレビ（KTS）       | フジテレビ系列                | 同時ネット |
| 沖縄県         | 沖縄テレビ（OTV）         | フジテレビ系列                | 同時ネット |

## スタッフ
第3弾（2021年10月10日放送分）
- 企画・演出・プロデュース：木月洋介（フジテレビ）
- 構成：谷口マサヒト（谷口→第1弾から）
- ナレーション：服部潤、鈴木芳彦・斉藤舞子（フジテレビアナウンサー）（服部・斉藤→第1,3弾、鈴木→第1弾から）
- 美術P：双川正文（フジテレビ）
- アートコーディネーター：太田菜摘
- メイク：山田かつら（第1,3弾）
- CAM：小林孝至（第1弾から）、羽鳥慎一郎
- 音声：立元捺実（第1弾から）、川越夏菜
- 技術協力：スウィッシュ・ジャパン、ヌーベルアージュ、factory、東京オフラインセンター
- 協力：日本書紀研究会
- 編集：花城卓恭
- MA：藤井光洋
- 音効：松長芳樹
- リサーチ：亀田貴誠（第1弾から）、三宅真衣（第1,3弾）
- TK：松下絵里
- CG：木本禎子（フジテレビ、第1弾から）
- 広報：河野舞子（フジテレビ）
- デスク：松井亜美（第1弾から）
- Special Thanks：田中裕樹（吉本興業）
- FD：五十嵐紗萌、松岡剛史、中里翔太、菊池弘基
- ディレクター：三宅佑治・蔡理皓（EpocL）、塩澤駿介（ビー・ブレーン）、宮本一繁（フジテレビ）
- プロデューサー：杉原亮一（アール）、開発勇輔・碓氷容子（EpocL）、江藤博文（ヒロックスエンターテインメント）
- 演出：中嶋亮介（アール）、大平進士（EpocL）
- チーフプロデューサー：堀川香奈（フジテレビ）
- 制作協力：アール、EpocL（Epo→第2弾）
- 制作：フジテレビ編成制作局制作センター第二制作室
- 制作著作：フジテレビ

### 過去のスタッフ
- 構成：大井洋一、山内正之、大井達朗（全員→第1弾）、石原健次（第2弾）
- ナレーション：立木文彦、石本沙織（フジテレビアナウンサー）（立木・石本→第2弾）
- アートコーディネーター：椛田学（第1,2弾）
- メイク：大友麻衣子（第2弾）
- CAM：佐藤厚成（第1,2弾）
- AUD：小澤真琴（第2弾）
- 協力：JOYSOUND、そらからちちぶ、KK. mogumogu
- 衣装協力：BIGTIME、BRAIN-DEAD、UNIVERSAL OVERALL、Losquapos
- 編集：坪野洋季（第1弾）、川口達也（第2弾）、橋本淳一郎（第2弾）
- MA：吉田肇（第1,2弾）
- 広報：長谷川智子（フジテレビ、第1弾）
- FD：岡本卓真（フジテレビ、第1弾）、太田樹（第2弾）、齊藤弘晃（第2弾）
- ディレクター：水口健司（シオプロ）、尾越功（ハンター）（全員→第1弾）、東隆志（BULL PASSION）（第2弾）
- 演出：池田哲也（ステイ、第1,2弾）
- プロデューサー：情野誠人（フジテレビ、第1弾）